# マジック・クリスチャン・ミュージック
『マジック・クリスチャン・ミュージック』（Magic Christian Music）は、イギリスのロック・バンド、バッドフィンガーが1970年に発表した初のアルバムである。
同じメンバーからなる前身バンドのアイヴィーズが発表したデビュー・アルバム（1969年）を合わせると、通算2作目のスタジオ・アルバムに相当する。同アルバムの収録曲の一部を含んで、同じくアップル・レコードから発表された。

## 解説

### 経緯
ピート・ハム、トム・エヴァンズ、マイク・ギビンズ、ロン・グリフィスからなるアイヴィーズは、アップル・レコードと契約を結んで1968年11月にデビュー・シングル「メイビー・トゥモロウ」を発表した。彼等はマル・エヴァンズとトニー・ヴィスコンティのプロデュースによりファースト・アルバム『メイビー・トゥモロウ』を制作して1969年に日本、西ドイツ、イタリアのみで発表した後、バンド名をバッドフィンガーに変更した。
バッドフィンガーは同年に公開されたコメディ映画『マジック・クリスチャン』のオープニングテーマ「マジック・クリスチャンのテーマ」を演奏し、2曲のオリジナルを提供した。同映画のサウンドトラック盤はバッドフィンガー名義の3曲とケン・ソーン・オーケストラによる挿入曲を収録して、アップル・レコードから発売される予定だった。しかし同じく映画に使用されたサンダークラップ・ニューマンの「サムシング・イン・ジ・エアー」も収録されることになり、アップル・レコードとサンダークラップ・ニューマンが所属するトラック・レコードの間で販売権に関する悶着が起きた。その結果、同サウンドトラック盤『マジック・クリスチャン』（The Magic Christian Original Sound Track）は、翌1970年にイギリスではPye International、アメリカではCommonwealth United Recordsから発売された。
アップル・レコードは予定していたサウンドトラック盤の発売が中止になって生じた損失を埋めるため、前述の3曲、アイヴィーズの『メイビー・トゥモロウ』の収録曲、新曲を収録した『疑似サウンドトラック』を企画した。

### 内容
「マジック・クリスチャンのテーマ」、「ロック・オブ・オール・エイジス」、「明日の風」の3曲は、映画『マジック・クリスチャン』で使用された。「マジック・クリスチャンのテーマ」の作詞、作曲、プロデュースはポール・マッカートニーによる。「ロック・オブ・オール・エイジス」と「明日の風」も、実際にはマッカートニーがプロデュースしたといわれている。1969年8月のレコーディング・セッションを最後に、オリジナル・ベーシストのグリフィスが脱退。9月18日に行われた「ロック・オブ・オール・エイジス」のレコーディングではエヴァンズがベースを弾き、「クリムゾン・シップ」、「ミッドナイト・サン」、「雨の散歩道」も3人編成でレコーディングされた。
英米では未発表だったアイヴィーズの『メイビー・トゥモロウ』から「メイビー・トゥモロウ」、「いとしのアンジー」など7曲が収録された。一部の曲にはリミックスが施された。
1970年2月に発売されたアメリカ盤には「アンジェリーク」と「ギヴ・イット・ア・トライ」を除く12曲が収録され、イギリス盤ではA面の4曲目だった「フィッシャマン」がB面の4曲目に収録された。
ジャケットのデザインはデヴィッド・キング（David King）による。完成直後にジョーイ・モーランドが加入したが、ジャケットは既に完成していたので、裏ジャケットにはハム、エヴァンズ、ギビンズの三人だけの写真が掲載された。

## 反響・評価
イギリスでは先行シングル「マジック・クリスチャンのテーマ」が全英シングルチャートで4位を記録するが、本作は全英アルバムチャート入りを逃した。一方、アメリカでは「マジック・クリスチャンのテーマ」がBillboard Hot 100で7位に達し、本作もBillboard 200入りを果たして55位を記録。
Stephen Thomas Erlewineはオールミュージックにおいて5点満点中3点を付け「魅力的なメロディ、軽妙でサイケデリックな装飾、そして何よりビートルズ的なハーモニーを持つ、この時代の楽しめる作品」と評している。

## 収録曲
特記なき楽曲はピート・ハム作。
1. マジック・クリスチャンのテーマ - Come and Get It (Paul McCartney) - 2:21
2. クリムゾン・シップ - Crimson Ship (Pete Ham, Tom Evans) - 3:42
3. いとしのアンジー - Dear Angie (Ron Griffiths) - 2:39
4. フィッシャマン - Fisherman (T. Evans) - 2:24
5. ミッドナイト・サン - Midnight Sun - 2:46
6. 美しく青く - Beautiful and Blue (T. Evans) - 2:40
7. ロック・オブ・オール・エイジス - Rock of All Ages (P. Ham, T. Evans, Mike Gibbins) - 3:16
8. 明日の風 - Carry on Till Tomorrow (P. Ham, T. Evans) - 4:47
9. 愛のとりこに - I'm in Love - 2:26
10. 雨の散歩道 - Walk Out in the Rain - 3:27
11. アンジェリーク - Angelique (T. Evans) - 2:28
12. ノッキン・ダウン・アワ・ホーム - Knocking Down Our Home - 3:40
13. ギヴ・イット・ア・トライ - Give It a Try (P. Ham, T. Evans, M. Gibbins, Ron Griffiths) - 2:31
14. メイビー・トゥモロウ - Maybe Tomorrow (T. Evans) - 2:51

- 映画『マジック・クリスチャン』 – 1、７、8
- アルバム『メイビー・トゥモロウ』 – 3、4、6、9、11、12、14
- 新曲 – 2、5、10、13

### 1991年再発盤ボーナス・トラック
1. ストーム・イン・ア・ティーカップ[注釈 5] - Storm in a Teacup (T. Evans) - 2:31
2. アーサー - Arthur (T. Evans) - 3:20

### 2010年再発盤ボーナス・トラック
1. アンド・ハー・ダディーズ・ア・ミリオネイア（未発表 別ヴァージョン）[注釈 6]  - And Her Daddy's a Millionaire (Alternate Version) (P. Ham, T. Evans) - 2:26
2. ミセス・ジョーンズ （リミックス） - Mrs. Jones (Remix) - 2:20
3. サリ・ブルー （未発表 モノ・ミックス） - Sali Bloo (Mono Mix)  - 2:46
4. シー・ソー・グランパ （未発表 モノ・ミックス） - See-Saw Granpa (Mono Mix) - 3:34
5. アイヴ・ビーン・ウェイティング （未発表 未編集 ミックス） - I've Been Waiting (Unedited Remix) - 5:58

## 参加ミュージシャン
- ピート・ハム - ギター、キーボード、ボーカル
- トム・エヴァンズ - ギター、ベース、ボーカル
- ロン・グリフィス - ベース（2、5、7、10を除く）[2]
- マイク・ギビンズ - ドラムス

アディショナル・ミュージシャン
- ポール・マッカートニー - ピアノ（1、7）、タンバリン（1）、バック・ボーカル（7）[2]
- ジョージ・マーティン - ストリングス・アレンジ（8）[2]
- ビル・コリンズ[注釈 7] - ピアノ（12)